# Alan Patrick (peleador)
Alan Patrick Silva Alves (São Paulo, 9 de julio de 1983) es un artista marcial mixto brasileño que compite en la división de peso ligero de Ultimate Fighting Championship. Competidor profesional de MMA desde 2008, Patrick se hizo un nombre luchando en su país natal, Brasil. Es un ex campeón de peso ligero de Bitetti Combat.

## Primeros años
Patrick nació en São Paulo, Brasil, pero creció en Brasilia. Patrick tiene cinco hermanos. Como consecuencia de unos padres alcohólicos y de un hogar conflictivo, Patrick creció principalmente en las calles.
Se interesó por los deportes de combate, pero nunca tuvo dinero para permitirse entrenar hasta que conoció un gimnasio de capoeira que le permitía entrenar gratis e incluso le daba de comer. Al tener éxito en este deporte, poco a poco se hizo con el jiu-jitsu brasileño en la academia en la que también dormía. Tratando de seguir los pasos de su ídolo -Ronaldo Souza-, Patrick acabó trasladándose a Río de Janeiro para entrenar artes marciales mixtas en el X-Gym.

## Carrera en las artes marciales mixtas

### Carrera temprana
Patrick comenzó su carrera profesional de MMA en su Brasil natal en 2008. Luchó para una variedad de promociones incluyendo Jungle Fight y Bitetti Combat, acumulando un récord invicto de 10 victorias y ninguna derrota.

### Ultimate Fighting Championship
Después de ganar el Campeonato de Peso Ligero de Bitetti Combat, hizo su debut en la UFC contra Garett Whiteley el 10 de octubre de 2013, en UFC Fight Night: Maia vs. Shields. Ganó el combate por TKO en el primer asalto.
Posteriormente se enfrentó a John Makdessi el 1 de febrero de 2014 en UFC 169, siendo su primer combate fuera de Brasil. Ganó el combate por una controvertida decisión unánime, y todos los principales medios de comunicación de las MMA calificaron el combate de empate o de victoria para Makdessi.
Se esperaba que Patrick se enfrentara a Beneil Dariush el 25 de octubre de 2014 en UFC 179. Sin embargo, Patrick se retiró del combate tras sufrir una lesión en la mandíbula y fue sustituido por Carlos Diego Ferreira.
Patrick se enfrentó a Mairbek Taisumov el 20 de junio de 2015 en UFC Fight Night: Jędrzejczyk vs. Penne. Perdió el combate por TKO en el segundo asalto, la primera derrota de su carrera profesional en las MMA.
Se esperaba que Patrick se enfrentara a Chad Laprise el 20 de marzo de 2016 en UFC Fight Night: Hunt vs. Mir. Sin embargo, Laprise fue retirado del enfrentamiento con Patrick el 12 de marzo en favor de un combate contra Ross Pearson en el evento después de que su oponente inicial fuera eliminado. A su vez, Patrick se enfrentó al recién llegado a la promoción Damien Brown. Ganó el combate por decisión unánime.
Patrick se enfrentó a Stevie Ray el 24 de septiembre de 2016 en UFC Fight Night: Cyborg vs. Lansberg. Ganó el combate por decisión unánime.
Patrick se enfrentó a Damir Hadžović el 3 de febrero de 2018 en UFC Fight Night: Machida vs. Anders. Ganó el combate por decisión unánime.
Patrick solía entrenar en Río de Janeiro hasta ese momento, pero después del combate con Hadžović, se trasladó a Orlando, Florida para entrenar en Fusion X-cell.
Patrick se enfrentó a Scott Holtzman el 6 de octubre de 2018 en UFC 229. Perdió el combate por nocaut en el tercer asalto.
Se esperaba que Patrick se enfrentara a Christos Giagos el 25 de abril de 2020. Sin embargo, Giagos fue retirado del combate, alegando una lesión, y fue sustituido por Frank Camacho. Sin embargo, el 9 de abril, el presidente de la UFC, Dana White, anunció que este evento se posponía para una fecha futura. En cambio, Patrick estaba programado para enfrentarse a Marc Diakiese el 18 de julio de 2020 en UFC Fight Night: Brunson vs. Shahbazyan. Sin embargo, el 14 de junio, Patrick se retiró del evento por razones desconocidas y fue sustituido por Rafael Fiziev.
Se esperaba que Patrick se enfrentara a Kazula Vargas el 12 de septiembre de 2020 en UFC Fight Night: Waterson vs. Hill. Sin embargo, Vargas fue retirado de la tarjeta a principios de septiembre por razones no reveladas y reemplazado por Bobby Green. Perdió el combate por decisión unánime.
Patrick se enfrentó a Mason Jones el 5 de junio de 2021 en UFC Fight Night: Rozenstruik vs. Sakai. En el segundo asalto, tras recibir un piquete accidental en el ojo por parte de Jones, Patrick no pudo continuar y el combate fue declarado Sin Resultado.
La revancha con Jones estaba programada para el 23 de octubre de 2021 en UFC Fight Night: Costa vs. Vettori. Sin embargo, Patrick se retiró del combate y fue sustituido por el recién llegado David Onama.

## Vida personal
Patrick y su esposa, Luana, tienen un hijo. Se mudaron a Orlando, Florida, desde su Brasil natal en el verano de 2018.

## Campeonatos y logros

### Artes marciales mixtas
- Bitetti Combat
  - Campeonato de Peso Ligero de Bitetti Combat (una vez)

## Récord en artes marciales mixtas
| Resultado     | Récord   | Oponente           | Método                                  | Evento                                 | Fecha                    | Ronda | Tiempo | Localización         | Notas                                                                |
| ------------- | -------- | ------------------ | --------------------------------------- | -------------------------------------- | ------------------------ | ----- | ------ | -------------------- | -------------------------------------------------------------------- |
| Derrota       | 15-4 (1) | Michael Jhonson    | KO (puñetazos)                          | UFC on ESPN: Błachowicz vs. Rakić      | 14 de mayo de 2022       | 2     | 3:22   | Las Vegas, Nevada    |                                                                      |
| Sin resultado | 15-3 (1) | Mason Jones        | Sin resultado (golpe de ojo accidental) | UFC Fight Night: Rozenstruik vs. Sakai | 5 de junio de 2021       | 2     | 2:14   | Las Vegas, Nevada    | Un golpe accidental en el ojo hizo que Patrick no pudiera continuar. |
| Derrota       | 15-3     | Bobby Green        | Decisión (unánime)                      | UFC Fight Night: Waterson vs. Hill     | 12 de septiembre de 2020 | 3     | 5:00   | Las Vegas, Nevada    |                                                                      |
| Derrota       | 15-2     | Scott Holtzman     | KO (codazos)                            | UFC 229                                | 6 de octubre de 2018     | 3     | 3:42   | Las Vegas, Nevada    |                                                                      |
| Victoria      | 15-1     | Damir Hadžović     | Decisión (unánime)                      | UFC Fight Night: Machida vs. Anders    | 3 de febrero de 2018     | 3     | 5:00   | Belém                |                                                                      |
| Victoria      | 14-1     | Stevie Ray         | Decisión (unánime)                      | UFC Fight Night: Cyborg vs. Lansberg   | 24 de septiembre de 2016 | 3     | 5:00   | Brasilia             |                                                                      |
| Victoria      | 13-1     | Damien Brown       | Decisión (unánime)                      | UFC Fight Night: Hunt vs. Mir          | 20 de marzo de 2016      | 3     | 5:00   | Brisbane             |                                                                      |
| Derrota       | 12-1     | Mairbek Taisumov   | TKO (patada en la cabeza y puñetazos)   | UFC Fight Night: Jędrzejczyk vs. Penne | 20 de junio de 2015      | 2     | 1:30   | Berlín               |                                                                      |
| Victoria      | 12-0     | John Makdessi      | Decisión (unánime)                      | UFC 169                                | 1 de febrero de 2014     | 3     | 5:00   | Newark, Nueva Jersey |                                                                      |
| Victoria      | 11-0     | Garett Whiteley    | TKO (puñetazos)                         | UFC Fight Night: Maia vs. Shields      | 9 de octubre de 2013     | 1     | 3:54   | Barueri              |                                                                      |
| Victoria      | 10-0     | Claudiere Freitas  | Decisión (unánime)                      | Bitetti Combat 15                      | 11 de mayo de 2013       | 3     | 5:00   | Río de Janeiro       | Ganó el Campeonato de Peso Ligero de Bitetti Combat.                 |
| Victoria      | 9-0      | Kelles Albuquerque | Decisión (unánime)                      | Bitetti Combat 14                      | 9 de marzo de 2013       | 3     | 5:00   | Río de Janeiro       |                                                                      |
| Victoria      | 8-0      | Murilo Rosa Filho  | TKO (parada médica)                     | Jungle Fight 49                        | 22 de febrero de 2013    | 1     | 5:00   | Río de Janeiro       |                                                                      |
| Victoria      | 7-0      | Alan Ferreira      | KO (patada en la cabeza)                | Mr. Cage 7                             | 7 de octubre de 2012     | 2     | 3:23   | Manaus               |                                                                      |
| Victoria      | 6-0      | Michel Silva       | Decisión (unánime)                      | Mr. Cage 4                             | 30 de noviembre de 2010  | 3     | 5:00   | Manaus               |                                                                      |
| Victoria      | 5-0      | André Batata       | Decisión (unánime)                      | Vision Fight                           | 20 de diciembre de 2009  | 3     | 5:00   | Boa Vista            |                                                                      |
| Victoria      | 4-0      | Ronald King        | Decisión (unánime)                      | Vision Fight                           | 20 de diciembre de 2009  | 3     | 5:00   | Boa Vista            |                                                                      |
| Victoria      | 3-0      | Augusto Cesar      | Sumisión (estrangulamiento por detrás)  | Samurai da Selva 1                     | 12 de diciembre de 2008  | 1     | N/A    | Manaus               |                                                                      |
| Victoria      | 2-0      | Wagner Henrique    | Sumisión (estrangulamiento por detrás)  | HTJ: Qualifying                        | 20 de septiembre de 2008 | 1     | 2:47   | Manaus               |                                                                      |
| Victoria      | 1-0      | Bruno Augusto      | TKO (puñetazos)                         | Hero's The Jungle 2                    | 7 de abril de 2008       | 1     | N/A    | Manaus               |                                                                      |